# Джордж Амик
Джордж Амик (на английски: George Amick) е американски автомобилен пилот, състезавал се предимно в шампионата за серийни автомобили на САЩ.
Участва в старта на Формула 1 Инди 500 - 1958 година.
Загива в старт от НАСКАР на пистата Дайтона Интернейшънъл Спидуей на 4 април 1959 година.